# Pyrenopeziza artemisiae
Pyrenopeziza artemisiae är en svampart som först beskrevs av Wilhelm Gottfried Lasch, och fick sitt nu gällande namn av Pier Andrea Saccardo 1889. Enligt Catalogue of Life ingår Pyrenopeziza artemisiae i släktet Pyrenopeziza, ordningen disksvampar, klassen Leotiomycetes, divisionen sporsäcksvampar och riket svampar, men enligt Dyntaxa är tillhörigheten istället släktet Pyrenopeziza, familjen Dermateaceae, ordningen disksvampar, klassen Leotiomycetes, divisionen sporsäcksvampar och riket svampar. Arten är reproducerande i Sverige. Inga underarter finns listade i Catalogue of Life.